# 에글린턴 웨스트역
에글린턴 웨스트역(Eglinton West Station)은 토론토 지하철 1호선 영-유니버시티의 정차역으로 에글린턴 애비뉴 웨스트 북쪽과 알렌 로드 정중앙에 있다.
이 역은 경전철 노선인 5호선 에글린턴이 완공되면 5호선 열차 또한 정차하는 환승역이 되며 시더베일역 (Cedarvale Station)으로 이름이 바뀔 예정이다. 메트로링스는 현재 에글린턴 애비뉴를 따라 마운트데니스에서 케네디역까지 경전철을 짓고 있다.

## 역사

### 초기 역사
에글린턴 애비뉴는 1794년에 영 스트리트가 심코호까지 이어지면서 놓여진 토론토의 세 번째 동서축 측량 도로이다. 1850년에 이 지역은 새로 설립된 지자체인 요크 타운십의 에글린턴빌리지로 알려져있었다. 에글린턴 애비뉴는 이후 영 스트리트 동쪽과 서쪽의 발전이 대조되었는데, 에글린턴 동쪽은 토론토에 흡수되고 2차 세계대전 이후 발전을 거두어 중산층 동네로 자리잡은 반면에 서쪽은 대부분 시골 동네였고 요크 타운십에 잔류하여 비교적 낙후되고 주로 저소득층 주민들이 거주하였다.
영 스트리트 서쪽과 블루어 스트리트 북쪽에 있는 요크 타운십은 역사적으로 이민자들이 머물렀던 곳으로, 20세기 초반에서는 잉글랜드, 아일랜드, 스코틀랜드, 독일계 이주민들이 세인트클레어 남쪽에 머물렀고 아프리카계 미국인과 캐나다인을 포함한 흑인들이 요크 타운십 서쪽에 살고 있었다. 에글린턴웨스트 지역에는 또한 자메이카를 포함한 카리브해 등지에서 캐나다로 건너온 이민자들이 정착하였는데, 이 지역에는 여전히 흑인과 다른 유색인종들의 비중이 높으며 이는 주거 차별에 따라 흑인 인구가 특정 지역에 몰리게 되었다.

### 대중교통 확장
요크 타운십에는 철도 연선을 따라 이민자들이 다수 정착하면서 대중교통의 확장이 필요해졌다. 에글린턴 애비뉴에 노면전차가 처음 들어선 건 1924년 11월 19일, 토론토 교통국이 길버트 애비뉴에서 에글린턴 애비뉴를 따라 동쪽으로, 오크우드를 따라 남쪽으로 세인트클레어 애비뉴까지 운행하면서부터였다. 이후 1930년에 에글린턴 버스가 운행을 시작했고 1936년 10월에는 영에서 오크우드까지 에글린턴 웨스트 버스도 운행하였다.
2차 세계대전 이후 토론토가 팽창하면서 에글린턴의 중요성이 더욱 높아졌는데, 30년대 말과 40년대 초반에는 페이프와 댄포스에서 에글린턴 애비뉴의 길버트 루프까지 노면전차를 운행하는 방안을 검토하였으나 이는 무산되었고 영 지하철이 1954년 3월 30일에 개통하면서 에글린턴에는 버스가 자리를 잡게 되었다. 1960년 1월, 교통국은 오크우드 노면전차가 운행을 중단하면서 길버트 루프에서 에글린턴역까지 운행하는 32번 에글린턴 웨스트 버스를 트롤리버스로 전환하고자 하였다. 하지만 이는 포레스트힐 주민들의 반대로 무산되었다.

### 스파다이나 고속도로
1940년대부터 토론토시는 시내와 북서쪽 교외 지역을 잇는 새로운 간선 도로를 구상하고 있었다. 스파다이나 로드를 북쪽과 서쪽으로 연장해서 401번 고속도로까지 이어지는 이 도로는 이후 50년대에 고속도로로 격상되었다. 스파다이나 고속도로 (Spadina Expressway)로 알려진 이 고속도로 계획안에 따르면 노드하이머하천과 카사로마 바로 밑으로 시내까지 고속도로가 지어질 예정이였다. 통합시의 자가용 중심 도시 계획은 지역 주민들의 반발을 샀다. 이와 동시에 TTC가 노면전차의 운행을 전면 중단하기로 하면서 60년대 말과 70년대 초반에 고속도로 건설과 노면전차 폐지를 반대하는 항의 시위가 계속 이어졌고 이에 따라 TTC는 노면전차 폐지를 일부 철회하였다. 또한 고속도로를 반대하는 시내 정치인들이 시의회에 대거 입성하여 고속도로에 찬성하는 교외 정치인들과 대립하였다. 온타리오주는 시내 정치인들의 편을 들어 스파다이나 고속도로는 에글린턴 애비뉴에서 삽을 멈추었다.
1960년대에 시카고가 1950년대에 아이젠하워 고속도로 중심부에 지하철을 지은 것처럼 토론토도 스파다이나 고속도로 중심부에 지하철을 짓는 계획이 거론되었다. 교외 정치인들은 통합시 북서쪽에 지하철을 놓는 방안에 대해 찬성하였고 고속도로 중심부에 지하철을 놓으면서 비용이 절감되는 점도 감안하였다. 토론토 교통국 또한 스파다이나 지하철이 영 지하철의 승객을 어느정도 분산시키는 데 도움이 될 것으로 보였다. 하지만 토론토시는 지하철을 새로 놓아야 할 곳이 있다면 다른 곳이 아니라 퀸 스트리트에 지어야 한다는 입장을 분명히 하였다. 이후 주정부는 통합시 구조를 바꾸어 13개 지자체를 6개로 통합하였고 나머지 교외 지자체가 과반을 차지하도록 하였다. 이에 따라 스파다이나 지하철은 영 지하철 연장 다음으로 중요한 우선 순위가 되었고 퀸 지하철이 그 다음에 지어지게 되었는데, 퀸 지하철은 결국 지어지지 않았다.

### 설계 과정
이후 지하철 선형에 대한 토론이 있었는데 계획에 따르면 윌슨 애비뉴에서 스파다이나 고속도로 중앙을 따라 에글린턴까지 이어진 다음 카사로마와 스파다이나 로드 밑으로 굴착한 뒤 세인트조지역까지 이어지는 방안이였는데, 토론토시와 요크 버러는 지하철이 하천을 따라 지나가기 때문에 환경 보전을 위해 배서스트 스트리트를 따라 윌슨까지 지하철을 짓거나 세인트클레어를 따라 운행할 것을 요청하였다. 배서스트 스트리트나 더퍼린 스트리트는 지하철이 운행할 수 있는 인구 밀도가 충분하다고 지적하였다. 토론 끝에 지하철 선형은 결국 원안을 유지하되 지하철 터널은 하천을 보전하기 위해 노드하이머하천 구간은 지하로 운행하기로 하고 주정부는 1973년 1월 18일에 지하철 연장을 승인하였다.
스파다이나 지하철을 설계할 때 기존의 실용적이지만 밋밋한 역 디자인에서 벗어나 몬트리올 지하철과 같이 역을 화사하게 꾸미고자 하였다. 에글린턴 웨스트역의 경우에는 지하에서 지상으로 이어지는 중간역으로 역 절반은 지하로, 나머지 절반은 지상으로 지어졌다. 역 중간에는 제럴드 젤딘의 노면전차 벽화인 《여름 노면전차》 (Summertime Streetcar)가 승강장 양쪽에 칠해져 있고 버스 승강장은 역 남쪽 끝에 지어졌다. 스파다이나선 연장은 1978년 1월 28일에 완공하였다.

### 네트워크 2011
스파다이나 지하철이 개통한 지 6년이 지난 1984년, 통합시와 교통국은 지하철 건설을 위한 《네트워크 2011》 (Network 2011) 계획안을 발표하였다. 계획안에는 에글린턴 애비뉴를 따라 에글린턴 웨스트역에서 미시소가 경계까지 이어지는 버스 전용 도로 신설이 포함되어있다. 이 전용 도로는 셰퍼드선 1단계 구간과 다운타운 릴리프선이 2014년까지 개통하면 이후 지하철로 변환할 예정이였다. 하지만 주정부는 85년 당시 21억 달러 (2020년 기준 46억 달러)라는 거액을 투자하는 데 망설였다. 지하철 건설을 망설이던 주정부는 1994년에 신민주당의 밥 래 정부가 기존 구간의 일부에 삽을 들면서 공사가 시작되었다. 에글린턴 웨스트선은 버스 전용 도로가 아니라 지하철로 지어졌지만 에글린턴 웨스트역에서 블랙크리크까지만 이어졌다. 하지만 이는 이듬해 보수 성향의 진보보수당의 마이크 해리스가 주지사로 취임하면서 공사를 취소하고 기존에 굴착한 곳을 다시 메우면서 물거품이 되었다.

### 트랜싯 시티
지하철 건설 취소에도 불구하고 에글린턴 애비뉴에 도시 철도에 대한 갈망은 사라지지 않았다. 에글린턴 연선은 인구 밀도가 높았고 버스는 항상 만원이였다. 버스 전용 차로가 설치되었지만 버스 속도를 높이는 데에는 별다른 효과를 보지 못하였다. 이에 따라 2007년, 데이비드 밀러 토론토시장과 애덤 지엄브로니 토론토 교통국장은 토론토 곳곳에 경전철을 짓는 도시철도 계획안인 트랜싯 시티 (Transit City)를 발표하였다. 이 계획에 따르면 에글린턴 애비뉴를 따라 케네디역에서 렌포스 드라이브와 토론토 피어슨 국제공항까지 경전철이 놓이는데 킬 스트리트에서 레이어드 드라이브까지는 지하로, 나머지 구간은 지상으로 건설된다.
토론토시의회는 트랜싯 시티 계획안을 지지하였으며 주정부 또한 예산 지원을 약속하였고 경전철 노선은 2010년에 착공을 앞두고 있었다. 하지만 2010년 12월 1일 롭 포드 토론토시장이 새로 취임하면서 취임 첫 날에 트랜싯 시티를 취소하면서 공사 진행이 불투명해졌다. 그러나 에글린턴 경전철은 이미 주정부 산하기관인 메트로링스가 공사를 이미 진행 중이였던 관계로 마음대로 취소할 수 없었고 시장과 메트로링스는 시장의 바람대로 경전철을 완전 지하화하기 위해 경전철을 재설계하기로 하였다.

### 경전철 공사 시작

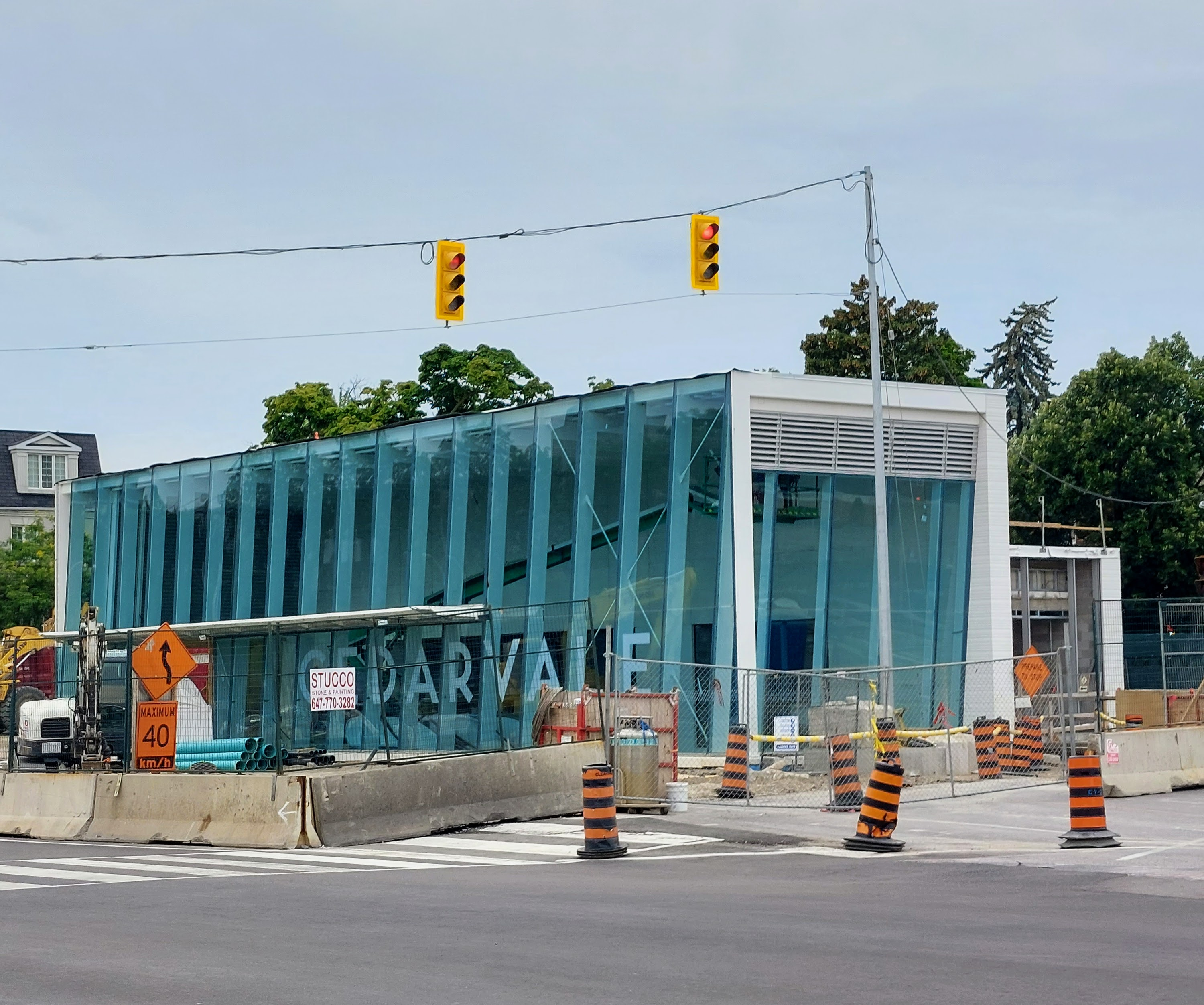
5호선 시더베일역 신규 출입구

브렌트클리프와 케네디 사이의 새로운 지하 구간 설계가 이루어지는 동안 이미 지하로 지어지기로 한 블랙크리크에서 브렌트클리프 구간의 공사가 2011년에 착공하였다. 착공식은 2011년 11월 9일에 킬스데일 공원에서 롭 포드 시장과 돌턴 맥귄티 주지사의 참석 하에 이루어졌다. 한편, 토론토시의회에서는 에글린턴 경전철을 완전 지하화하는 데 예산이 걷잡을 수 없이 불어날까 걱정하였고 이에 따라 2012년 12월 6일에 시의회는 비상 회의를 열어 시장과 메트로링스가 맺은 합의를 파기하였고 메트로링스는 경전철 계획안을 원안으로 복귀하였다.
2012년 12월, 에글린턴 애비뉴 북쪽에 있던 환승 주차장에 경전철 공사를 위한 터널굴착기가 들어서면서 환승 주차장이 폐쇄되었다. 본격적인 공사는 2013년에 경전철 터널을 위한 굴을 파고 굴착기를 들여오면서 시작하였다. 역 내부 공사는 터널 굴착이 끝난 2017년 초반부터 시작하였으며, 2023년에도 한창 공사가 이루어지고 있다.

### 시더베일
2015년 11월 24일, 메트로링스는 경전철 개통 이후 새로운 역 이름이 기존 역명과 겹치거나 혼선을 주지 않도록 에글린턴 웨스트역 이름을 시더베일역으로 바꾸겠다고 밝혔다. 시더베일은 에글린턴과 배서스트 근처의 부유한 동네 이름을 따서 지어졌으며, 이는 리틀자메이카와 연관이 있는 에글린턴웨스트에서 거리를 두겠다는 발표라는 비판도 제기되었다. 토론토에서 그리스타운이나 코르소이탈리아 (Corso Italia)와 같이 특정 민족의 지역으로 조성한 경우도 여럿 있으나 비교적 저소득층이고 흑인들이 밀집한 리틀자메이카의 경우에는 역명을 바꿔서 흔적 지우기에 급급한 게 아니냐는 지적도 제기되었다.

## 역 특징
역 건물은 에글린턴 애비뉴 웨스트 및 알렌 로드의 고속도로 램프 사이에 있으며 이 역은 지상층과 1호선 승강장 층 두 층으로 이루어져있다. 이 역의 출입구와 대합실, 버스 터미널은 모두 지상층에 위치해있다. 버스 승강장은 대합 공간 삼면을 둘러싸고 있다.
5호선 에글린턴선이 개통하면 출입구 세 곳이 신설되는데, 첫 번째는 에글린턴 애비뉴 북쪽의 알렌 로드 진입 램프 동쪽에, 두 번째는 에글린턴 북쪽 알렌 로드 진출 램프 서쪽에 지어지고 마지막 세 번째 출입구는 에글린턴 애비뉴 남쪽 에버덴 로드 서쪽에 출입구가 추가된다.
경전철 터널은 1호선 승강장 바로 밑으로 지나가며 경전철 승강장 윗층에는 새로운 지하 대합 공간이 1호선 선로를 따라 두 군데로 나뉜다. 경전철 회차 선로는 경전철 승강장 동쪽 끝에 설치된다.

### 건축 양식
역 건물은 아서 에릭슨이 설계하였다. 지상층의 대합 공간과 매표소는 여덟 개의 둥근 기둥이 받치는 콘크리트 틀로 받치고 있으며 콘크리트 천장은 커다란 판으로 출입구에 돌출되어있다. 유리 커튼월로 역 건물이 붕 뜨는 느낌을 주었고 내부에는 승강장까지 햇빛이 들어오도록 설계되었다. 에글린턴 웨스트역은 모래 분사 콘크리트와 벽돌을 벽 마감재 재질로 적극 활용하였는데, 이는 타일로 마감재 처리를 한 1호선과 2호선의 다른 역과는 대비된다.
역 북쪽 끝에는 알렌 로드의 정중앙으로 이어지는 관계로 승강장은 반지하로 지어졌다. 역을 설계한 건축가는 이 점을 활용하여 승강장에 창문을 추가하였다. 본 방면 승강장에는 창문 밖으로 알렌 로드의 경치를 볼 수 있지만 반대쪽 승강장은 간유리로 반투명하다. 이에 따라 승객들은 알렌 로드 북쪽으로 속도를 내는 차량들을 볼 수 있으며 고속도로가 끝나는 반대편에서 차량들이 서행하는 부분은 간유리로 가려졌다.
2009년 7월에 토론토 교통국은 2000년부터 물이 샜던 지붕을 수리할 겸 역 북쪽에 85만 달러를 들여 녹색 지붕을 설치하였다. 녹색 지붕은 유지비를 절약하고 수명을 4-50년으로 늘이고 열섬 효과를 줄이는 효과를 준다. 녹색 지붕에는 835 평방미터의 손이 덜 들어가는 돌나물을 심었다.
또한 경전철이 완공되면 자전거 거치대가 내부에 80대, 야외에 40대 설치된다.

### 미술 작품
역의 양쪽 승강장에는 제럴드 젤딘의 에나멜 벽화 작품인 《여름 노면전차》 (Summertime Stretcar)가 칠해졌는데, 이는 PCC 노면전차를 다른 각도로 칠한 작품으로, 승강장 층에서 지상층 꼭대기까지 올라가는 2층 규모의 작품이다.
경전철이 개통하면 이 역에는 더글라스 쿠프랜드의 알루미늄 판 작품인 《슈퍼 신호》 (Super Signals)도 선보이는데, 알루미늄 판에는 흑백의 사선 바탕에 밝은 색상의 동심원이 그려진다. 이 작품은 기존의 길 안내 표지판을 과대시한 작품이다.

## 버스 연결편

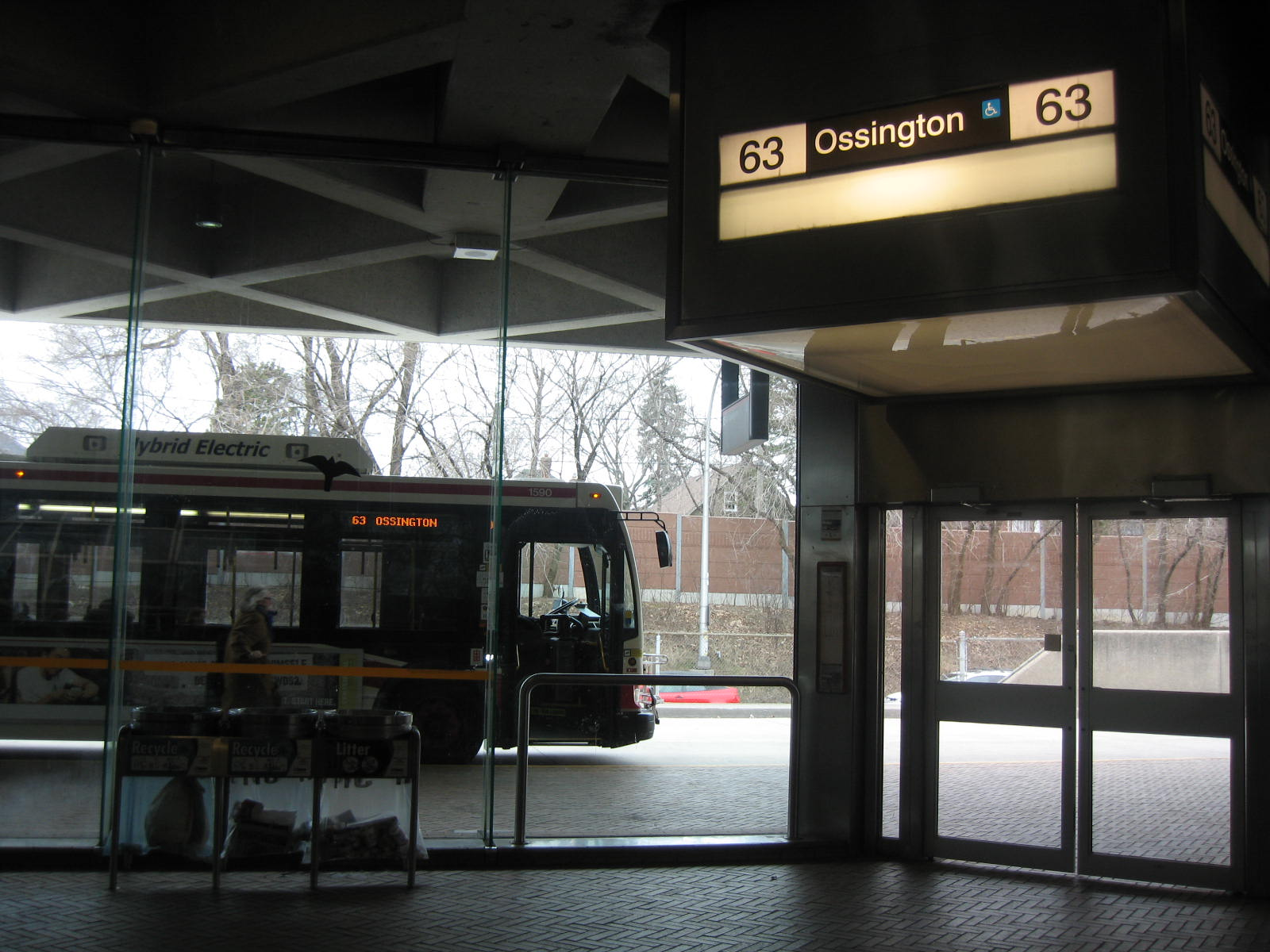
역 버스 승강장에 대기 중인 63번 버스

에글린턴 웨스트역에서 갈아탈 수 있는 버스 노선은 아래와 같다. 모든 주간 버스 노선은 역 내에 있는 버스 승강장에서 갈아탈 수 있으며, 지하철이 운행하지 않는 심야 시간대에는 332번 에글린턴 웨스트 심야버스를 역 밖에 있는 버스 정류장에서 승차할 수 있다. 지하철이나 일반 버스에서 심야 버스로 갈아타는 경우에는 환승 표 등 요금을 냈다는 증명이 필요하다.
|  |

|  |

|  |

| 미시소가 |
| 토론토   |

|  |

|  |

|  |

|  |

|  |

|  |

|  |  |  |

|  |  |  |

|  |  |  |

|  |

|  |

|  |  |  |  |  |

|  |  |  |

|  |  |  |  |  |  |  |

|  |  |  |  |  |  |  |

|  |  |  |  |  |  |  |

|  |  |  |  |  |  |  |

|  |  |  |  |  |

|  |  |  |  |  |

|  |  |  |  |  |

|  |  |  |

|  |  |  |  |  |

|  |  |  |

|  |  |  |

|  |  |  |  |  |  |  |

|  |  |  |

|  |  |  |

|  |  |  |

|  |  |  |

|  |  |  |  |  |

|  |  |  |

|  |

|  |

|  |

| 미시소가 |
| 토론토   |

|  |

|  |

|  |

|  |

|  |

|  |

|  |  |  |

|  |  |  |

|  |  |  |

|  |

|  |

|  |  |  |  |  |

|  |  |  |

|  |  |  |  |  |  |  |

|  |  |  |  |  |  |  |

|  |  |  |  |  |  |  |

|  |  |  |  |  |  |  |

|  |  |  |  |  |

|  |  |  |  |  |

|  |  |  |  |  |

|  |  |  |

|  |  |  |  |  |

|  |  |  |

|  |  |  |

|  |  |  |  |  |  |  |

|  |  |  |

|  |  |  |

|  |  |  |

|  |  |  |

|  |  |  |  |  |

|  |  |  |

|  |

|  |

|  |

| 미시소가 |
| 토론토   |

|  |

|  |

|  |

|  |

|  |

|  |

|  |  |  |

|  |  |  |

|  |  |  |

|  |

|  |

|  |  |  |  |  |

|  |  |  |

|  |  |  |  |  |  |  |

|  |  |  |  |  |  |  |

|  |  |  |  |  |  |  |

|  |  |  |  |  |  |  |

|  |  |  |  |  |

|  |  |  |  |  |

|  |  |  |  |  |

|  |  |  |

|  |  |  |  |  |

|  |  |  |

|  |  |  |

|  |  |  |  |  |  |  |

|  |  |  |

|  |  |  |

|  |  |  |

|  |  |  |

|  |  |  |  |  |

|  |  |  |

|  |

|  |

|  |

| 미시소가 |
| 토론토   |

|  |

|  |

|  |

|  |

|  |

|  |

|  |  |  |

|  |  |  |

|  |  |  |

|  |

|  |

|  |  |  |  |  |

|  |  |  |

|  |  |  |  |  |  |  |

|  |  |  |  |  |  |  |

|  |  |  |  |  |  |  |

|  |  |  |  |  |  |  |

|  |  |  |  |  |

|  |  |  |  |  |

|  |  |  |  |  |

|  |  |  |

|  |  |  |  |  |

|  |  |  |

|  |  |  |

|  |  |  |  |  |  |  |

|  |  |  |

|  |  |  |

|  |  |  |

|  |  |  |

|  |  |  |  |  |

|  |  |  |

|  |  |  |

|  |  |  |

|  |  |  |  |  |

|  |  |  |

|  |  |  |

|  |  |  |

|  |  |  |  |  |

|  |

|  |

|  |  |  |

|  |

|  |

|  |  |  |

|  |

|  |  |  |

|  |

|  |  |  |

|  |  |  |

|  |  |  |

|  |  |  |

|  |  |  |  |  |

|  |  |  |  |  |

|  |  |  |  |  |

|  |  |  |  |  |  |  |

|  |  |  |  |  |

|  |  |  |  |  |

|  |  |  |  |  |

|  |  |  |

|  |  |  |

|  |  |  |  |  |

|  |  |  |

|  |  |  |

|  |  |  |

|  |  |  |  |  |

|  |

|  |

|  |  |  |

|  |

|  |

|  |  |  |

|  |

|  |  |  |

|  |

|  |  |  |

|  |  |  |

|  |  |  |

|  |  |  |

|  |  |  |  |  |

|  |  |  |  |  |

|  |  |  |  |  |

|  |  |  |  |  |  |  |

|  |  |  |  |  |

|  |  |  |  |  |

|  |  |  |  |  |

|  |  |  |

|  |  |  |

|  |  |  |  |  |

|  |  |  |

|  |  |  |

|  |  |  |

|  |  |  |  |  |

|  |

|  |

|  |  |  |

|  |

|  |

|  |  |  |

|  |

|  |  |  |

|  |

|  |  |  |

|  |  |  |

|  |  |  |

|  |  |  |

|  |  |  |  |  |

|  |  |  |  |  |

|  |  |  |  |  |

|  |  |  |  |  |  |  |

|  |  |  |  |  |

|  |  |  |  |  |

|  |  |  |  |  |

|  |  |  |

|  |  |  |

|  |  |  |  |  |

|  |  |  |

|  |  |  |

|  |  |  |

|  |  |  |  |  |

|  |

|  |

|  |  |  |

|  |

|  |

|  |  |  |

|  |

|  |  |  |

|  |

|  |  |  |

|  |  |  |

|  |  |  |

|  |  |  |

|  |  |  |  |  |

|  |  |  |  |  |

|  |  |  |  |  |

|  |  |  |  |  |  |  |

|  |  |  |  |  |

|  |  |  |  |  |

|  |  |  |  |  |

|  |  |  |

|  |  |  |

|  |  |  |

|  |  |  |

|  |  |  |

|  |  |  |  |  |

|  |  |  |  |  |

|  |  |  |  |  |

|  |  |  |

|  |  |  |

|  |  |  |

|  |  |  |

|  |  |  |

|  |  |  |

|  |  |  |

|  |  |  |

|  |  |  |

|  |  |  |

|  |  |  |

|  |  |  |

|  |  |  |  |  |

|  |  |  |  |  |

|  |  |  |  |  |

|  |  |  |

|  |  |  |

|  |  |  |

|  |  |  |

|  |  |  |

|  |  |  |

|  |  |  |

|  |  |  |

|  |  |  |

|  |  |  |

|  |  |  |

|  |  |  |

|  |  |  |  |  |

|  |  |  |  |  |

|  |  |  |  |  |

|  |  |  |

|  |  |  |

|  |  |  |

|  |  |  |

|  |  |  |

|  |  |  |

|  |  |  |

|  |  |  |

|  |  |  |

|  |  |  |

|  |  |  |

|  |  |  |

|  |  |  |  |  |

|  |  |  |  |  |

|  |  |  |  |  |

|  |  |  |

|  |  |  |

|  |  |  |

|  |  |  |

|  |  |  |

|  |  |  |

|  |  |  |

|  |

|  |  |  |  |  |

|  |  |  |  |  |

|  |  |  |  |  |

|  |  |  |  |  |

|  |  |  |  |  |

|  |  |  |  |  |

|  |  |  |  |  |

| 미시소가 |
| 토론토   |

|  |  |  |  |  |

|  |  |  |  |  |

|  |  |  |  |  |

|  |  |  |  |  |

|  |  |  |  |  |

|  |  |  |  |  |

|  |  |  |  |  |

|  |  |  |  |  |

|  |  |  |  |  |

|  |  |  |  |  |

|  |  |  |  |  |

|  |  |  |

|  |  |  |

|  |  |  |  |  |

|  |  |  |

|  |  |  |

|  |  |  |  |  |

|  |  |  |

|  |  |  |

|  |  |  |

|  |  |  |  |  |

|  |  |  |

|  |

|  |  |  |  |  |

|  |  |  |  |  |

|  |  |  |  |  |

|  |  |  |  |  |

|  |  |  |  |  |

|  |  |  |  |  |

|  |  |  |  |  |

| 미시소가 |
| 토론토   |

|  |  |  |  |  |

|  |  |  |  |  |

|  |  |  |  |  |

|  |  |  |  |  |

|  |  |  |  |  |

|  |  |  |  |  |

|  |  |  |  |  |

|  |  |  |  |  |

|  |  |  |  |  |

|  |  |  |  |  |

|  |  |  |  |  |

|  |  |  |

|  |  |  |

|  |  |  |  |  |

|  |  |  |

|  |  |  |

|  |  |  |  |  |

|  |  |  |

|  |  |  |

|  |  |  |

|  |  |  |  |  |

|  |  |  |

|  |

|  |  |  |  |  |

|  |  |  |  |  |

|  |  |  |  |  |

|  |  |  |  |  |

|  |  |  |  |  |

|  |  |  |  |  |

|  |  |  |  |  |

| 미시소가 |
| 토론토   |

|  |  |  |  |  |

|  |  |  |  |  |

|  |  |  |  |  |

|  |  |  |  |  |

|  |  |  |  |  |

|  |  |  |  |  |

|  |  |  |  |  |

|  |  |  |  |  |

|  |  |  |  |  |

|  |  |  |  |  |

|  |  |  |  |  |

|  |  |  |

|  |  |  |

|  |  |  |  |  |

|  |  |  |

|  |  |  |

|  |  |  |  |  |

|  |  |  |

|  |  |  |

|  |  |  |

|  |  |  |  |  |

|  |  |  |

|  |

|  |  |  |  |  |

|  |  |  |  |  |

|  |  |  |  |  |

|  |  |  |  |  |

|  |  |  |  |  |

|  |  |  |  |  |

|  |  |  |  |  |

| 미시소가 |
| 토론토   |

|  |  |  |  |  |

|  |  |  |  |  |

|  |  |  |  |  |

|  |  |  |  |  |

|  |  |  |  |  |

|  |  |  |  |  |

|  |  |  |  |  |

|  |  |  |  |  |

|  |  |  |  |  |

|  |  |  |  |  |

|  |  |  |  |  |

|  |  |  |

|  |  |  |

|  |  |  |  |  |

|  |  |  |

|  |  |  |

|  |  |  |  |  |

|  |  |  |

|  |  |  |

|  |  |  |

|  |  |  |  |  |

|  |  |  |

|  |  |  |

|  |  |  |  |  |

|  |  |  |

|  |  |  |

|  |  |  |

|  |  |  |

|  |  |  |  |  |

|  |  |  |

|  |  |  |

|  |  |  |

|  |  |  |

|  |  |  |

|  |  |  |  |  |

|  |  |  |

|  |  |  |

|  |  |  |

|  |  |  |

|  |  |  |

|  |  |  |

|  |  |  |

|  |  |  |

|  |  |  |  |  |

|  |  |  |

|  |  |  |  |  |

|  |  |  |

|  |  |  |

|  |  |  |

|  |  |  |

|  |  |  |  |  |

|  |  |  |

|  |  |  |

|  |  |  |

|  |  |  |

|  |  |  |

|  |  |  |  |  |

|  |  |  |

|  |  |  |

|  |  |  |

|  |  |  |

|  |  |  |

|  |  |  |

|  |  |  |

|  |  |  |

|  |  |  |  |  |

|  |  |  |

|  |  |  |  |  |

|  |  |  |

|  |  |  |

|  |  |  |

|  |  |  |

|  |  |  |  |  |

|  |  |  |

|  |  |  |

|  |  |  |

|  |  |  |

|  |  |  |

|  |  |  |  |  |

|  |  |  |

|  |  |  |

|  |  |  |

|  |  |  |

|  |  |  |

|  |  |  |

|  |  |  |

|  |  |  |

|  |  |  |  |  |

|  |  |  |

|  |  |  |  |  |

|  |  |  |

|  |  |  |

|  |  |  |

|  |  |  |

|  |  |  |  |  |

|  |  |  |

|  |  |  |

|  |  |  |

|  |  |  |

|  |  |  |

|  |  |  |  |  |

|  |  |  |

|  |  |  |

|  |  |  |

|  |  |  |

|  |  |  |

|  |  |  |

|  |  |  |

|  |  |  |

|  |  |  |  |  |

## 인접한 역
| 1호선 영-유니버시티           | 1호선 영-유니버시티 | 1호선 영-유니버시티                |
| ----------------------------- | ------------------- | ---------------------------------- |
| 세인트클레어 웨스트 핀치 방면 | 1호선 영-유니버시티 | 글렌케언 본 메트로폴리탄 센터 방면 |
| 5호선 에글린턴 (개통 예정)    |                     |                                    |
| 오크우드 마운트데니스 방면    | 5호선 에글린턴      | 포레스트힐 케네디 방면             |

## 같이 보기
- 토론토 교통국

## 참고 문헌
- Gordon, Debbie (2018년 9월). 《The Erasure of Little Jamaica: Exploring the Role of Design in the Gentrification of Toronto's Eglinton Avenue West》 [리틀자메이카의 역사 소거: 디자인이 토론토의 에글린턴 애비뉴 웨스트의 젠트리피케이션에 미치는 영향] (PDF) (석사 논문). 요크 대학교. 2020년 4월 18일에 확인함.